# Spinexocentrus laosensis
Spinexocentrus laosensis är en skalbaggsart som beskrevs av Stefan von Breuning 1965. Spinexocentrus laosensis ingår i släktet Spinexocentrus och familjen långhorningar.
Artens utbredningsområde är Laos. Inga underarter finns listade i Catalogue of Life.